# Breda
Breda [breːˈdaː]ⓘ (pronunciado Bredá en neerlandés) es una ciudad y municipio de la provincia de Brabante Septentrional, en los Países Bajos. El nombre de Breda proviene de brede Aa ('ancho Aa'), que se refiere a la confluencia de los ríos Mark y Aa. La ciudad fue un punto de especial relevancia estratégica y política. Tenía 174 544 habitantes a 31 de diciembre de 2010, aunque su área metropolitana se estima en 316 000 habitantes.

## Historia
Breda fue un feudo de la Casa de Brabante desde el siglo XII hasta el año 1404, año en que pasó a manos de la Casa de Nassau. En 1568 al decantarse Guillermo de Orange por la rebelión, es ocupada por los españoles. Ante el abandono de las tropas españolas por la Pacificación de Gante y el Edicto Perpetuo, fue tomada por los rebeldes neerlandeses el 4 de octubre de 1577.

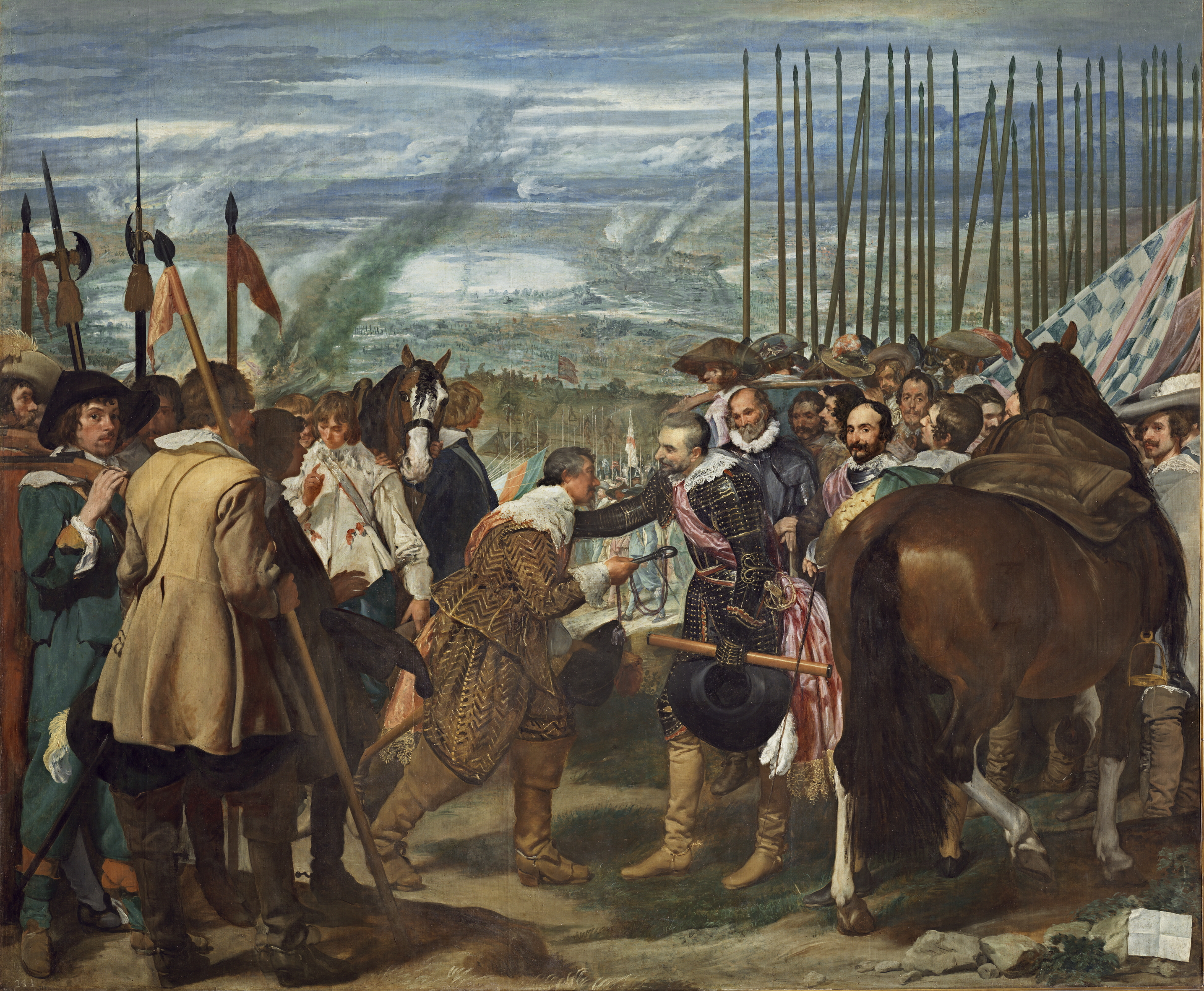
"La rendición de Breda", por Diego Velázquez.

Fue conquistada por los españoles en el año 1581, en tiempos del reinado de Felipe II, y en 1590 fue reconquistada por los holandeses de Mauricio de Orange. Estos mantuvieron el dominio sobre la ciudad hasta 1625, cuando las fuerzas españolas al mando de Ambrosio Spínola consiguieron que capitulara. Este suceso fue recogido por Velázquez en su pintura La rendición de Breda. Finalmente, los holandeses con Federico Enrique de Orange-Nassau al frente la recuperaron en 1637. Por la Paz de Westfalia de 1648 quedó definitivamente a los Países Bajos.

### Segunda Guerra Mundial
Durante la Segunda Guerra Mundial, la ciudad estuvo bajo ocupación alemana desde mayo de 1940. Fue liberada siguiendo una exitosa maniobra de flanqueo planeada y ejecutada por fuerzas de la 1.ª División Acorazada Polaca bajo el mando del general Stanislaw Maczek, el 29 de octubre de 1944. Cada año, durante el Día de la liberación, Breda es visitada por una gran comitiva polaca. En el centro de la ciudad hay sendos museos y monumentos honoríficos en honor del general Maczek y de la 1.ª División Acorazada Polaca. El general Maczek y los soldados de su división que murieron están enterrados en el cercano cementerio militar polaco.

## Monumentos y lugares de interés
La ciudad cuenta con algunos edificios históricos como el Beguinaje y la Grote Kerk (iglesia mayor), también denominada Onze Lieve Vrouwe Kerk (iglesia de Nuestra Señora), que constituye un ejemplo del gótico brabantino.

## Galería

Torre de la iglesia (la Grote o la Onze Lieve Vrouwerkerk)
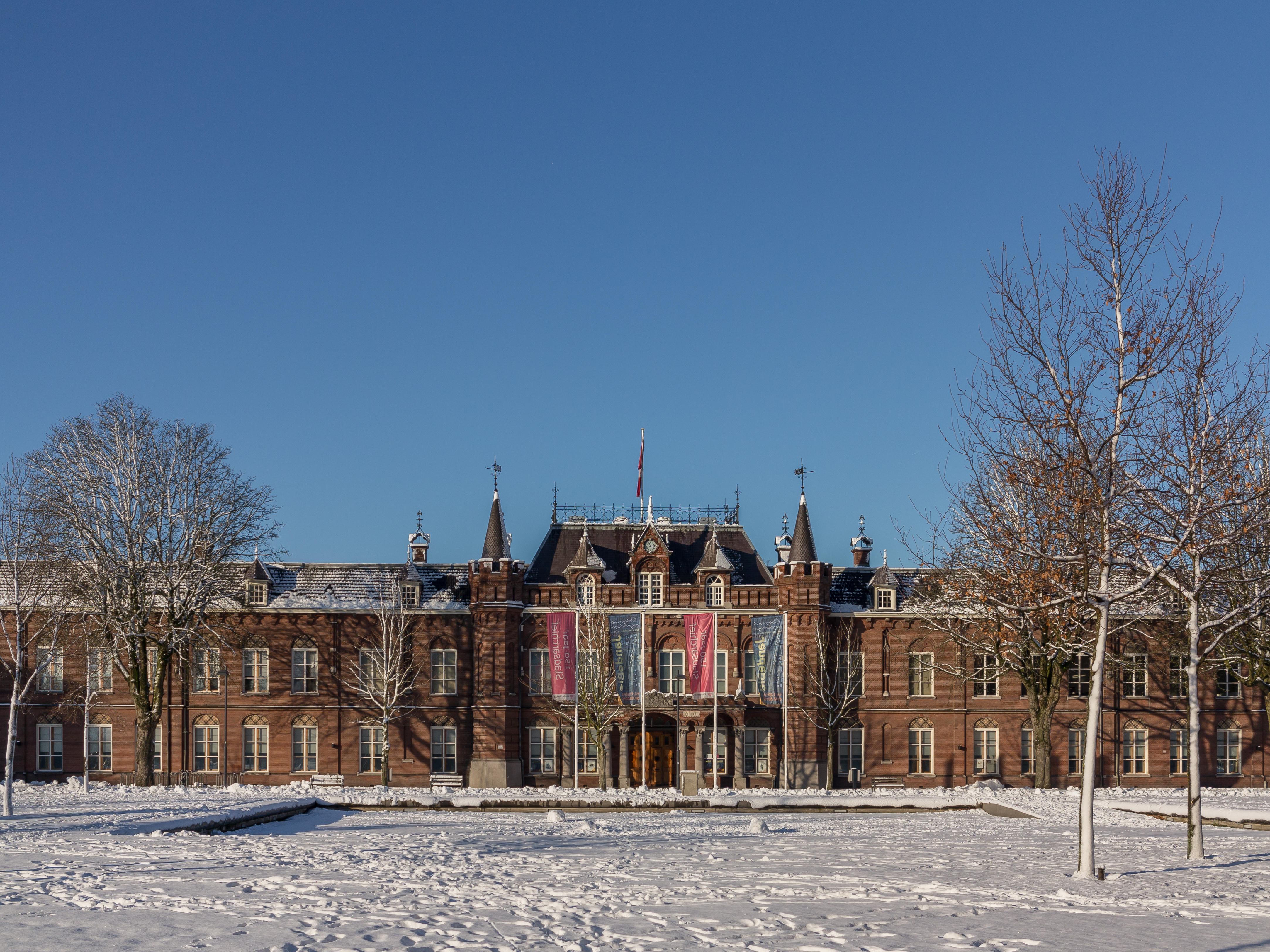
Museo: Breda's museum
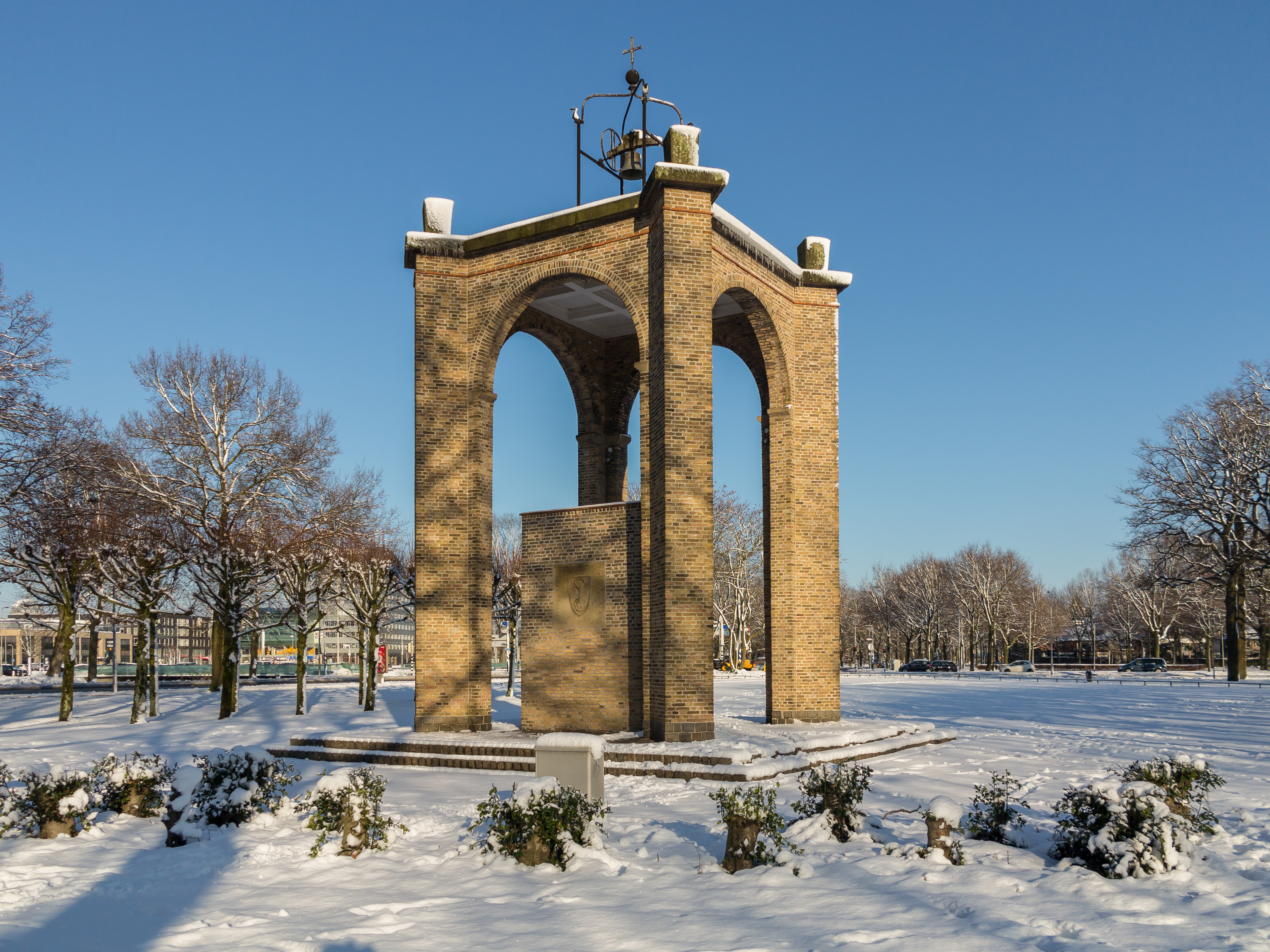
Capilla polaca
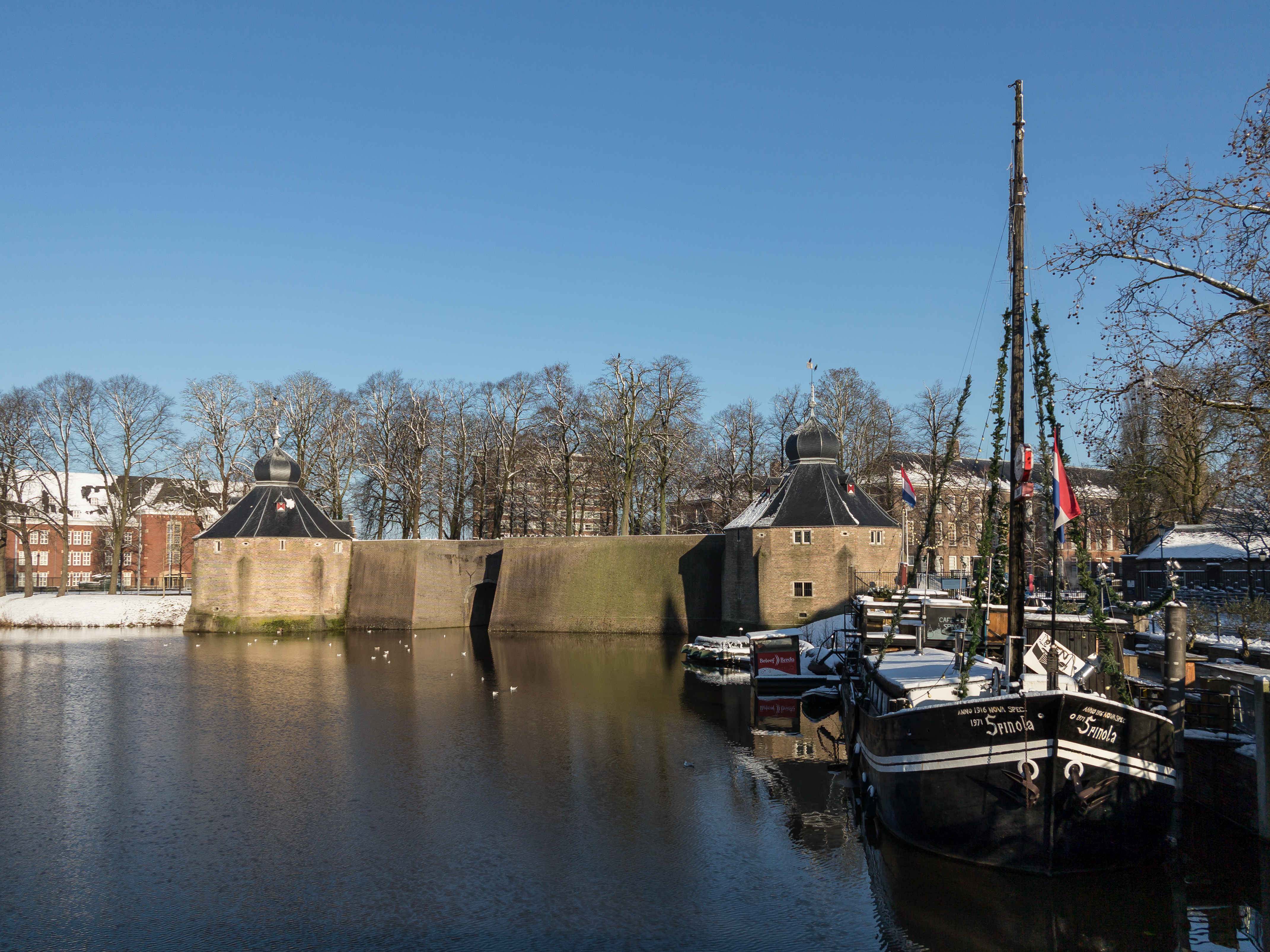
Antiguo puerto: el Spanjaardsgat
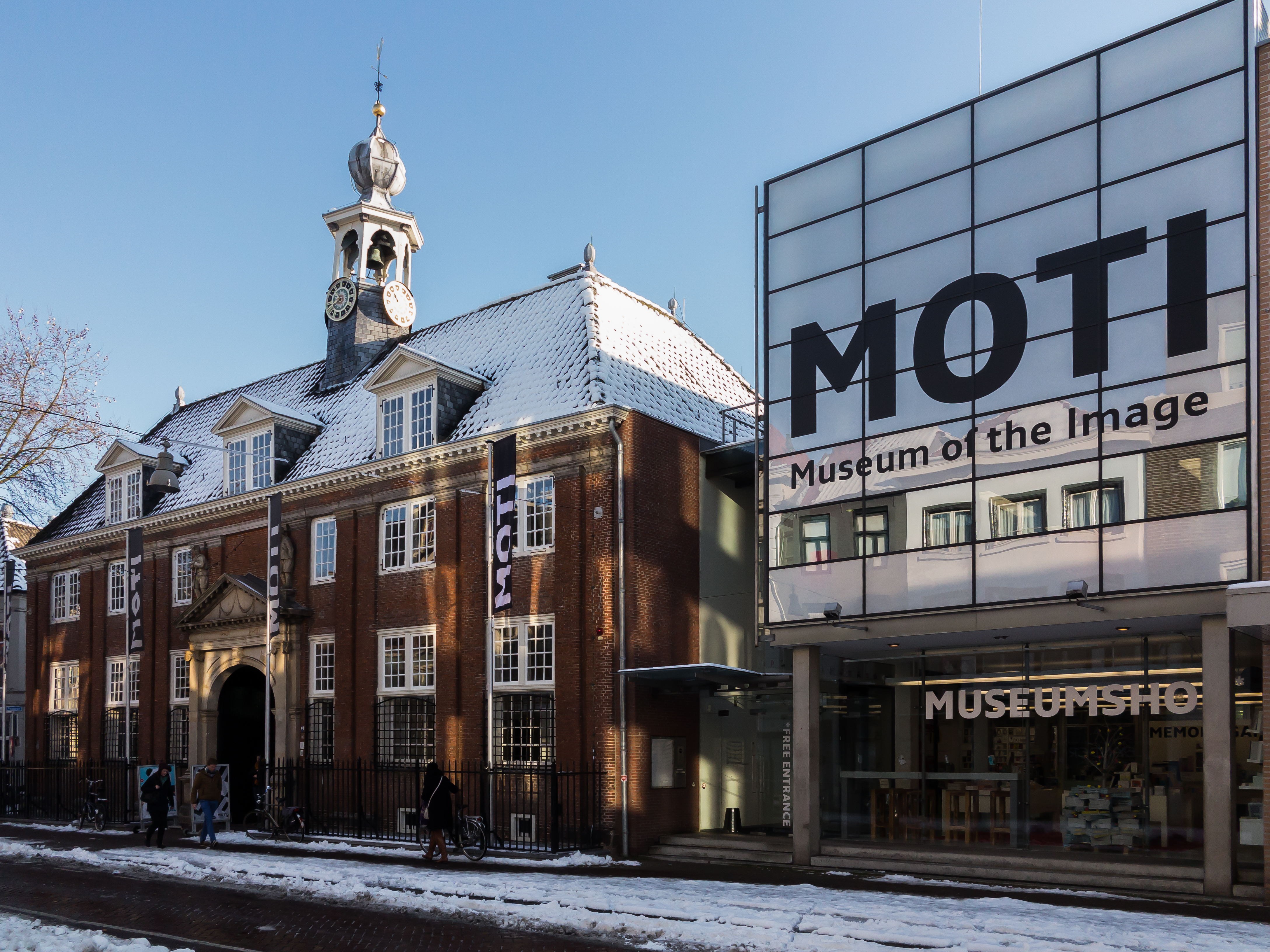
Museo: Museum of the Image
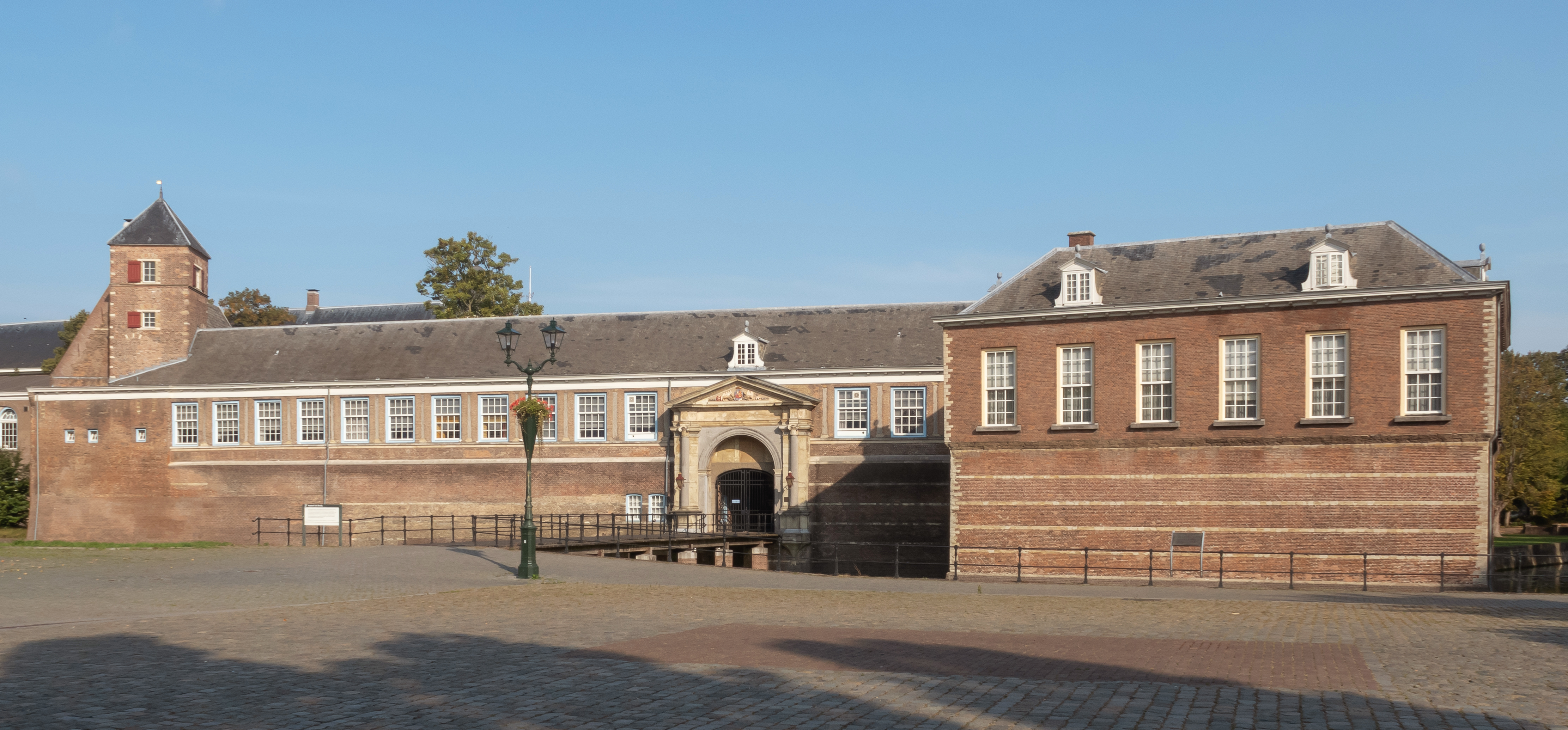
Castillo: Kasteel van Breda

Los principales museos de la ciudad son:
- Breda's Museum: museo de pintura (copia de la Rendición de Breda), que cuenta con muestras de fotografía, cerámica, juguetes, etc.[1]
- Begijnhof Breda Museum: museo del beguinaje de Breda.
- Museo de la Imagen (MOTI).[2]
- NAC Museum: museo del equipo de fútbol NAC Breda.
- Museum Oorlog en Vrede Breda: museo de la Guerra y la Paz.[3]

## Deportes
| Equipo    | Deporte | Competición | Estadio             | Creación |
| --------- | ------- | ----------- | ------------------- | -------- |
| NAC Breda | Fútbol  | Eredivisie  | Rat Verlegh Stadion | 1912     |

## Hermanamientos
- Breslavia (Polonia)
- Diest (Bélgica)
- Dillenburg (Alemania)
- Orange (Francia)